# プロサウロロフス
プロサウロロフス（Prosaurolophus　"サウロロフスの前"の意味で後の時代の同様のとさかを持った恐竜との比較）は後期白亜紀の北アメリカに生息したハドロサウルス科（カモノハシ恐竜）の属である。名前に「サウロロフス」が入っているが、サウロロフスよりもグリポサウルスに近い仲間。少なくとも25体分の2種に属す化石により知られており、これには頭骨や他の骨格が含まれるが不明瞭である。体長は約9 mで、化石はカナダ、アルバータ州のダイナソーパーク累層（Dinosaur Park Formation）の上部白亜系の上部カンパニアン階とおおよそ同じ時代のアメリカ、モンタナ州のツーメディスン累層（Two Medicine Formation）から発見されており、年代は7600万年前から7500万年前である。鼻骨により形成され、目の前に突き出した小さな角によって識別される。タイプ種はP. maximusで1916年にアメリカ自然史博物館のバーナム・ブラウンによって記載された。第2の種 P. blackfeetensisは1992年にロッキー博物館（en:Museum of the Rockies）のジャック・ホーナーによって記載された。2種は主にとさかの大きさと頭骨の比率によって識別される。

## 形態

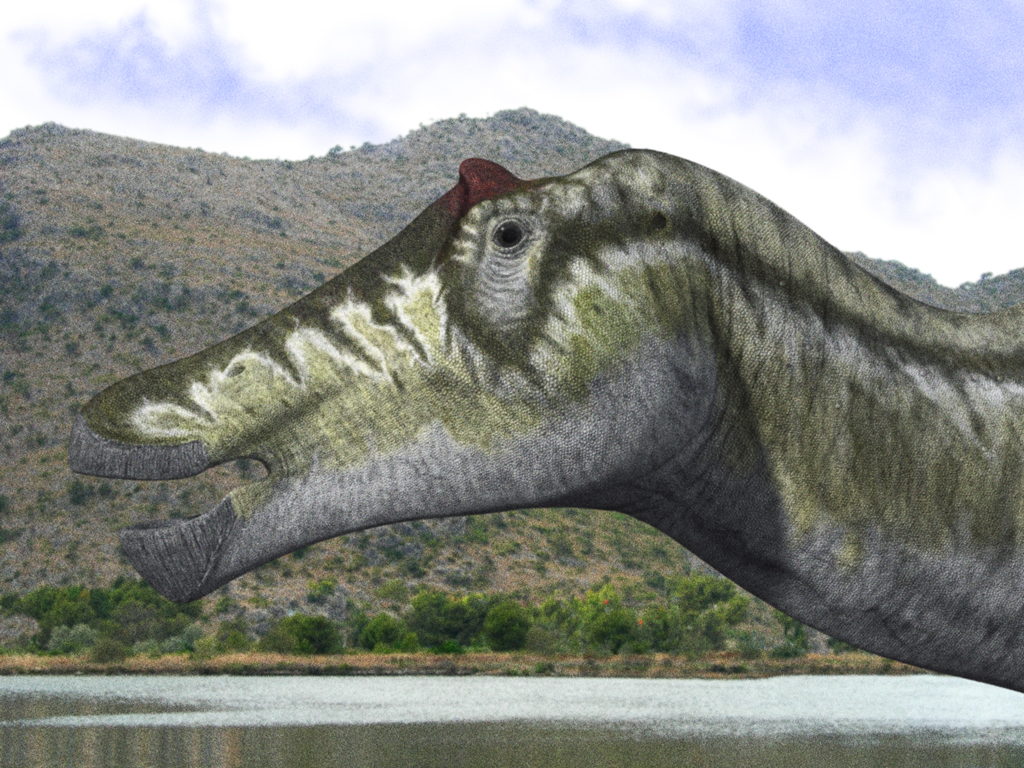
P. maximus の頭部復元図

人との大きさ比較

プロサウロロフスは頭の大きなカモノハシ恐竜で；もっとも完璧な記載された標本では頭長0.9 m、全長8.5 mである。目の前に頑丈で短い三角形のとさかを持っている。とさかの側面は凹んでくぼみを形成している。上腕は比較的短かった。 
他方で、ハドロサウルス亜科（英語版）のハドロサウルス類としては平凡である。ハドロサウルス類のほとんど全てが頭骨全体の前面は平らでくちばしを形成するために外に広がったっており、北米の森で葉や小枝を刈り込むのに理想的形をしていた。口の中には食べ物を飲み込む前にすりつぶすために何千もの歯が収納されていた。
2種はとさかの詳細で異なり、側面はP. blackfeetensisではP. maximusより勾配があって高かった。少なくともP. blackfeetensisでは、とさかは成長にともなって目に対して後方へと移行した。

## 分類
その名ゆえにプロサウロロフスはしばしばサウロロフスと関連付けられる。しかしながら、これは議論がある。これらが近縁であると見なすものもいれば 一方でブラキロフォサウルス（en）、エドモントサウルス、グリポサウルス（en）やマイアサウラとより近縁だとするものもいる。これらはハドロサウルス亜科で、つまり中空のとさかがないハドロサウルス類を意味する。 
右のクラドグラムはジャック・ホーナーとデイヴィッド・ワイシャンペル(en)とキャサリン・フォースター(en)によるThe Dinosauria第2版での2004年の総説に基づいている。この総説ではプロサウロロフスはグリポサウルスに最も近縁である。これは数多く提出されているハドロサウルス科のクラドグラムの一つである。

## 歴史
1915年著名な古生物学者であるバーナム・ブラウンはアルバータ州（Steveville）近郊のレッドディア川（en）でアメリカ自然史博物館用にカモノハシ恐竜の化石(AMNH 5836)を発掘した。彼は1916年にこの標本を新属プロサウロロフスとして記載した。ブラウンの名前の選択は1912年に彼が記載したサウロロフス属との比較によるものである。サウロロフスは似ているがより長く棘のようなとさかを頭部に持っていた。この化石は吻部が損傷しており、誤って長すぎる復元がなされていたが、しかしすぐに正しい姿をしたよりよい化石が発見された。完璧に近い頭骨と骨格がウィリアム・パークス（en）により1924年に記載されている。この種には25個体が知られており、これには少なくと他の部分化石も持つ7つの頭骨が含まれる。
第2の種P. blackfeetensisはロッキー博物館の標本(MOR 454)に基づいており、これは別の著名な古生物学者ジャック・ホーナーによって記載された。この標本には3体か４体の別の個体の異物が含まれており、モンタナ州のグレーシャー郡で発見されたものだ。 この場合、プロサウロロフスのボーンベッドで発見されており、少なくとも一時期この動物が複数で一緒に生活していたことを示す。ボーンベッドは干ばつ時に水源の近くに集まった動物のグループを反映するものと解釈されている。ハドロサウルス類の多くの種が統合されているが、この種は直近のレビューにおいても有効であると考えられている。

## 古生態学

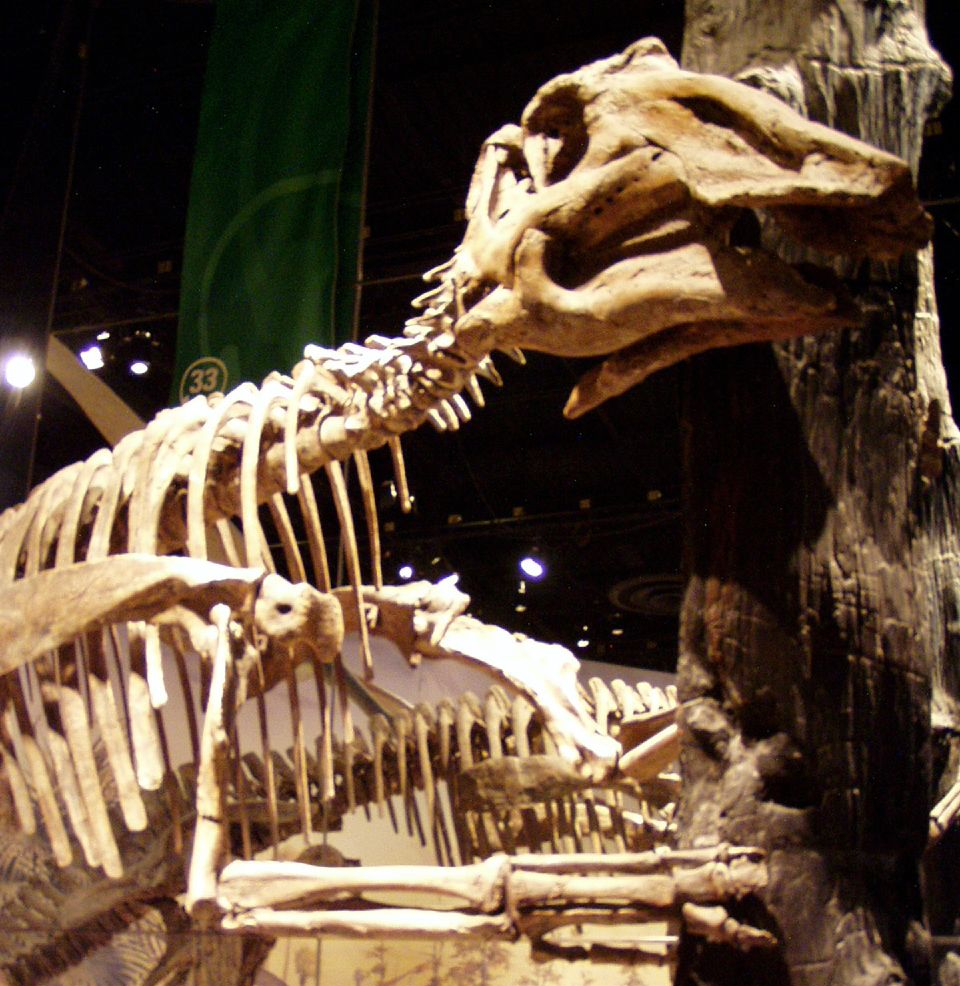
ロイヤル・ティレル古生物学博物館の骨格

プロサウロロフスの生息地である恐竜公園層は低い川の氾濫原であり、さらに西部内陸海路（en）の西への海進による海洋条件の影響で沼地になったと解釈されている。当時の気候は現在のアルバータより温暖で霜も無かったが、乾季と雨季があった。球果類が支配的な林冠植物で、下層にシダ、木生シダ（en）、顕花植物が生えていた。P. maximusはこの地層のより海洋の影響の強い上層のみから知られており、下層からは知られていない。この層における最も一般的なハドロサウルス亜科であり、堆積時期は7600万年前から7400万年前である。恐竜公園層は角のあるセントロサウルス、スティラコサウルスやカスモサウルス、カモノハシ恐竜の仲間であるグリポサウルス、コリトサウルス、ランベオサウルスやパラサウロロフス、ティラノサウルス科のゴルゴサウルス、装甲したエドモントニアやエウオプロケファルスの生息地でもあった。 
おおよそ同じ時代でありP. blackfeetensisの生息地であったツーメディシン累層ではハドロサウルス類のヒパクロサウルス・ステビンゲリ（Hypacrosaurus stebingeri）やマイアサウラ、トロオドン科のトロオドンなどの恐竜の巣や卵、幼体の化石で大変有名である。ティラノサウルス科のダスプレトサウルス、カエナグナトゥス科（en）のキロステノテス、ドロマエオサウルス科のバンビラプトルやサウロルニトレステス（en）、装甲したエドモントニアやエウオプロケファルス、ヒプシロフォドン科（en）のオロドロメウス（en）、そして角竜のアケロウサウルス、ブラキケラトプス、エイニオサウルス、スティラコサウルス・オヴァトゥス（Styracosaurus ovatus）も生息していた。この層は恐竜公園層よりも西部内陸海路から離れ、高く乾燥していた。

## 純古生物学
プロサウロロフスは、ハドロサウルス類であり、咀嚼に類似の磨り潰し運動を可能にする洗練された頭骨を持つ大型草食動物であっただろう。歯は継続的に抜け替わり、何百もの歯がつまったデンタルバッテリーに詰め込まれていて、一握りのものだけが常に使用されていた。植物は広いくちばしで刈り込まれ、頬に似た構造の顎の中に広げられたのだろう。摂食は地上から4 m程度の高さで行われたようだ。他のハドロサウルス類と同じように二足歩行、四足歩行いずれでも移動していた可能性がある。プロサウロロフスと現世の鳥類や爬虫類との強膜輪（en）比較から周日行性（en）であることが示唆される、つまり短い間隔で終日活動したようだ。

### 社会行動
すべに述べたように、ボーンベッドの証拠からこの属は、一年のうち少なくとも一部の間は群れで生活していたとされる。さらに、社会的環境でのディスプレーのための潜在的な方法を持っていた。顔の骨質のとさかは明白な候補であり、吻部の憩室も存在したかもしれない。これら憩室（en）がとさかに隣接する深い開削と鼻腔に向かって伸びる穴に可膨張性の軟組織の袋を形作ることを仮定する。このような袋は視覚と聴覚の両方の信号を使用することができる。

## 参照
1. ↑  『講談社の動く図鑑MOVE 恐竜 新訂版』講談社、12月4日、88頁。
2. ↑  Arbour, V. M.; Burns, M. E.; and Sissons, R. L. (2009). “A redescription of the ankylosaurid dinosaur Dyoplosaurus acutosquameus Parks, 1924 (Ornithischia: Ankylosauria) and a revision of the genus”. Journal of Vertebrate Paleontology 29 (4):  1117–1135. doi:10.1671/039.029.0405.
3. ↑  Lull, :en:Richard Swann; and Wright, Nelda E. (1942). Hadrosaurian Dinosaurs of North America. Geological Society of America Special Paper 40. Geological Society of America. p. 226
4. ↑  Lull, Richard Swann; and Wright, Nelda E. (1942). Hadrosaurian Dinosaurs of North America. Geological Society of America Special Paper 40. Geological Society of America. pp. 172–175
5. 1 2  Horner, John R. (1992). “Cranial morphology of Prosaurolophus (Ornithischia: Hadrosauridae) with descriptions of two new hadrosaurid species and an evaluation of hadrosaurid phylogenetic relationships”. Museum of the Rockies Occasional Paper 2:  1–119.
6. ↑  Weishampel, David B.; and Horner, Jack R. (1990). “Hadrosauridae”. In Weishampel, David B.; Dodson, Peter; and Osmólska, Halszka (eds.). The Dinosauria (1st ed.). Berkeley: University of California Press. pp. 534–561. ISBN 0-520-06727-4
7. ↑  Gates, Terry A.; Sampson, Scott D. (2007). “A new species of Gryposaurus (Dinosauria: Hadrosauridae) from the late Campanian Kaiparowits Formation, southern Utah, USA”. Zoological Journal of the Linnean Society 151 (2):  351–376. doi:10.1111/j.1096-3642.2007.00349.x.
8. 1 2 3 4  Horner, John R.; Weishampel, David B.; and Forster, Catherine A (2004). “Hadrosauridae”. In Weishampel, David B.; Dodson, Peter; and Osmólska, Halszka (eds.). The Dinosauria (2nd ed.). Berkeley: University of California Press. pp. 438–463. ISBN 0-520-24209-2
9. ↑  Brown, Barnum (1916). “A new crested trachodont dinosaur, Prosaurolophus maximus”. Bulletin of the American Museum of Natural History 35 (37):  701–708 2022年5月18日閲覧。.
10. ↑  Lull, Richard Swann; and Wright, Nelda E. (1942). Hadrosaurian Dinosaurs of North America. Geological Society of America Special Paper 40. Geological Society of America. p. late 22
11. ↑  Parks, William A (1924). “Dyoplosaurus acutosquameus, a new genus and species of armoured dinosaur; and notes on a skeleton of Prosaurolophus maximus”. University of Toronto Studies, Geological Series 18:  1–35.
12. 1 2 3  Rogers, Raymond R. (1990). “Taphonomy of three dinosaur bone beds in the Upper Cretaceous Two Medicine Formation of northwestern Montana: Evidence for drought-related mortality”. PALAIOS 5 (5):  394–413. doi:10.2307/3514834. JSTOR 3514834.
13. ↑  Eberth, David A. 2005. "The geology", in Dinosaur Provincial Park, pp. 54–82.
14. ↑  Braman, Dennis R., and Koppelhus, Eva B. 2005. "Campanian palynomorphs", in Dinosaur Provincial Park, pp. 101–130.
15. ↑  Ryan, Michael J.; and Evans, David C. (2005). “Ornithischian Dinosaurs”. In Currie, Phillip J., and Koppelhus, Eva. Dinosaur Provincial Park: A Spectacular Ancient Ecosystem Revealed. Bloomington: Indiana University Press. pp. 312–348. ISBN 0-253-34595-2
16. 1 2  Weishampel, David B.; Barrett, Paul M.; Coria, Rodolfo A.; Le Loeuff, Jean; Xu Xing; Zhao Xijin; Sahni, Ashok; Gomani, Elizabeth, M.P.; and Noto, Christopher R. (2004). "Dinosaur Distribution", in The Dinosauria (2nd), pp. 517–606.
17. ↑  w:Schmitz, L.; Motani, R. (2011). “Nocturnality in Dinosaurs Inferred from Scleral Ring and Orbit Morphology”. Science 332 (6030):  705–8. doi:10.1126/science.1200043. PMID 21493820.
18. ↑  Hopson, James A. (1975). “The evolution of cranial display structures in hadrosaurian dinosaurs”. Paleobiology 1 (1):  21–43.